# Réponse aux professeurs allemands
La Réponse aux professeurs allemands (dans le texte original anglais Reply to the German Professors by British Scholars) est une déclaration signée par des intellectuels britanniques et publiée le 21 octobre 1914 dans The New York Times et The Times. Elle portait la signature de 120 professeurs d’université britanniques,.
Il s’agissait d’une réponse au Manifeste des 93 (l’appel « Au monde civilisé ! ») de septembre 1914 ainsi qu’à la déclaration des professeurs d’université de l’Empire allemand d’octobre 1914, dans laquelle la Première Guerre mondiale était justifiée comme une lutte pour la civilisation.
Dans cette réponse on dénonçait du point de vue britannique l’influence d’auteurs bellicistes comme Friedrich Nietzsche, Heinrich von Treitschke, Bernhard von Bülow et le général Friedrich von Bernhardi. On soulignait que les troupes allemandes avaient délibérément détruit des monuments comme la bibliothèque universitaire de Louvain et les cathédrales de Reims et de Malines. On mettait en avant la garantie par la Grande-Bretagne de la neutralité de la Belgique et on reconnaissait son amour pour la paix. Malgré tout on admettait expressément que les signataires allemands avaient été de bonne foi.